# 群馬県道295号境島村今泉線

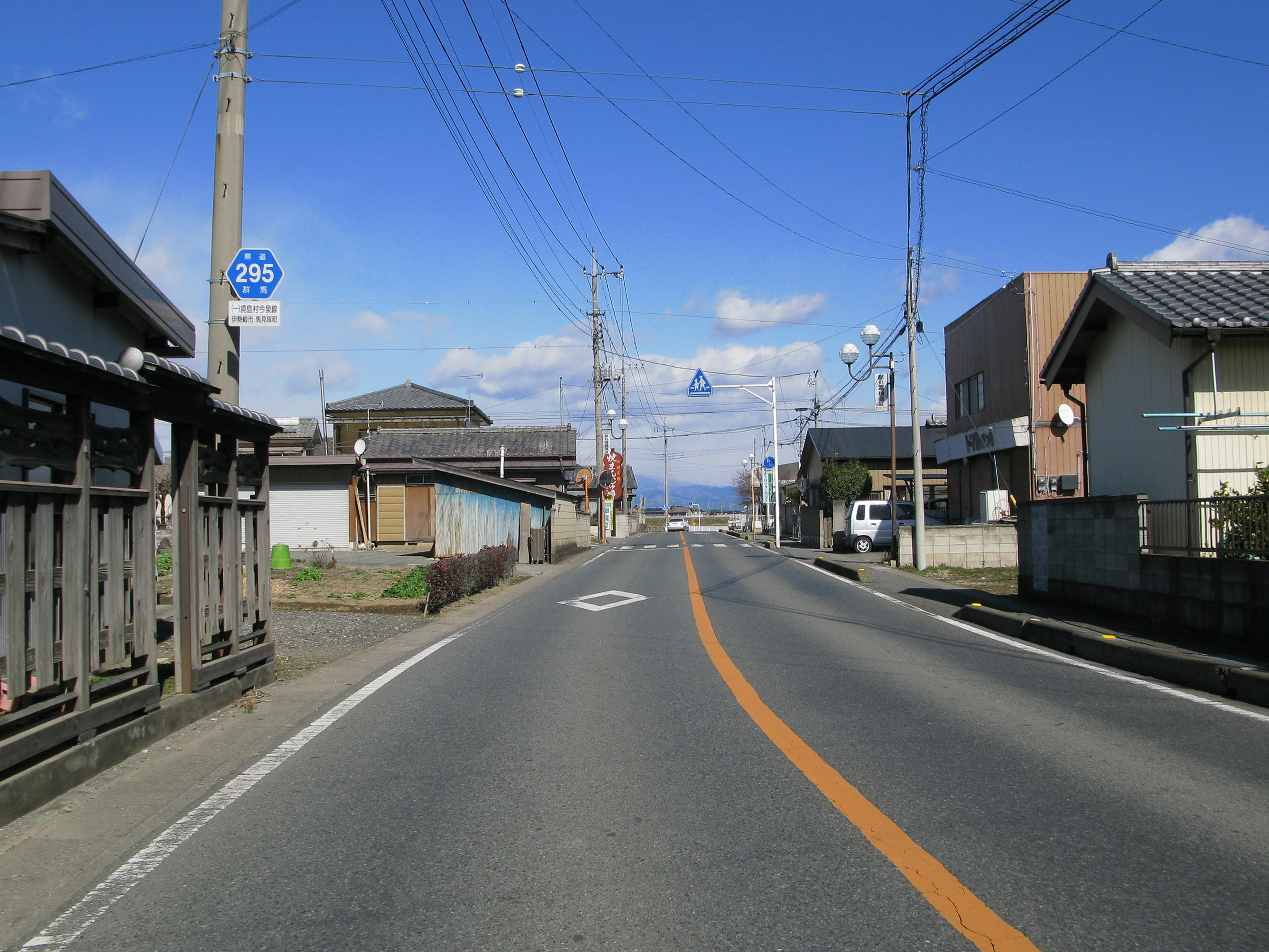
伊勢崎市馬見塚町

群馬県道295号境島村今泉線（ぐんまけんどう295ごう さかいしまむらいまいずみせん）は、群馬県伊勢崎市境島村から同市今泉町に至る一般県道である。

## 概要

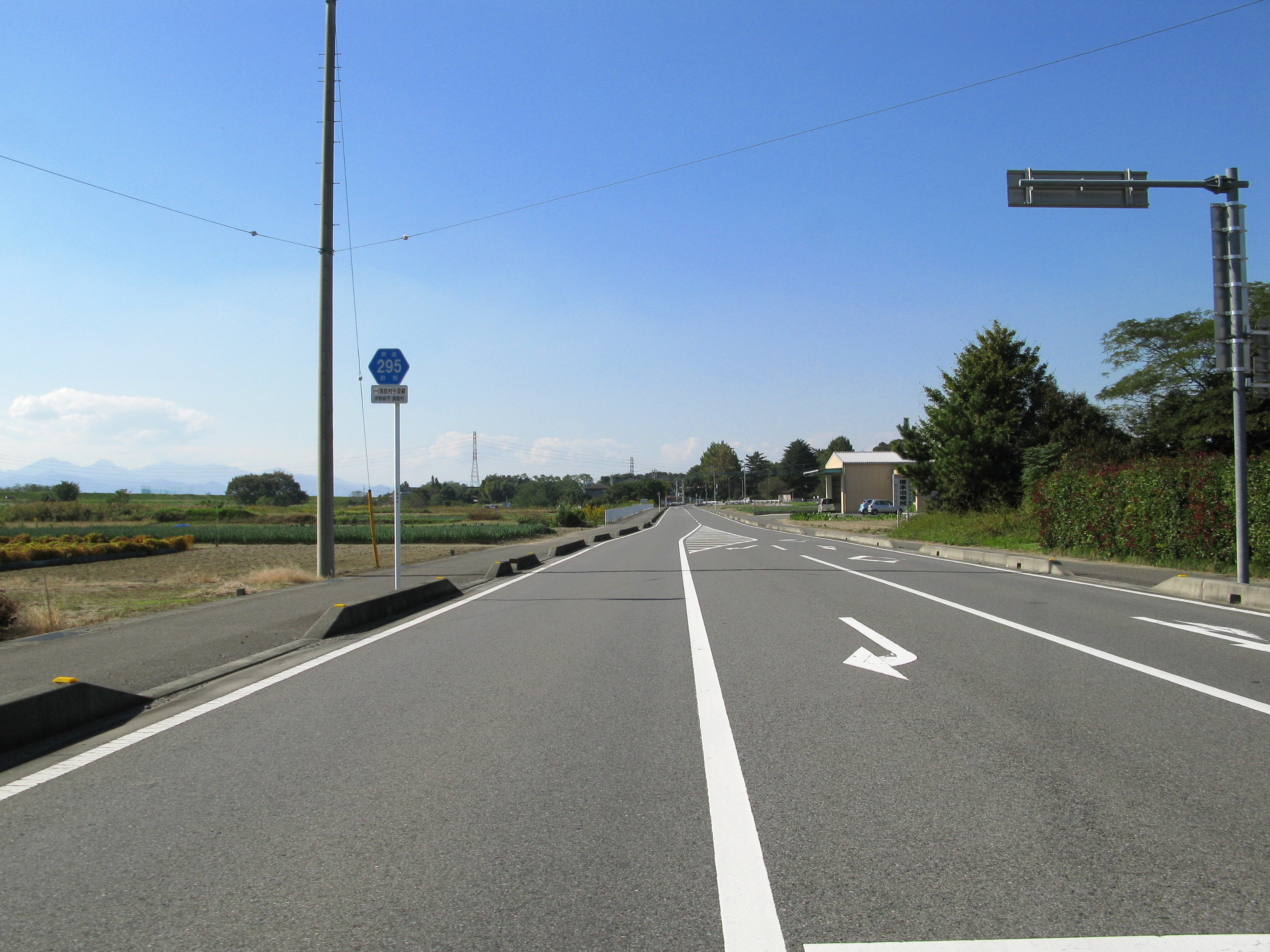
伊勢崎市境島村地区

起点は利根川に面した伊勢崎市境島村地区である。途中、茂呂町二丁目中央交差点で現道と国道354号および国道462号のバイパス機能も担う新道に分かれる。
現道は茂呂町二丁目中央交差点から北上し、今泉一丁目交差点で西に進路を変更して、国道462号および群馬県道14号伊勢崎深谷線と重複して終点の市役所東交差点（伊勢崎市今泉町2）に至る。
全線4車線の新道は茂呂大橋で広瀬川を越え、茂呂南部交差点で北に向きを変え、やはり国道462号と重複していせさき大橋で再び広瀬川を渡り、同じ市役所東交差点に至って終点となる。
- 起点:伊勢崎市境島村
- 終点:伊勢崎市今泉町2（市役所東交差点）

## 歴史
境島村地区は利根川の度重なる氾濫によって南北に分断されており、かつては利根川南岸の字新地にある群馬県道258号中瀬牧西線との交差点を起点とし、新地今泉線（しんちいまいずみせん）と称していた。しかし、利根川を横断する区間には架橋されておらず、渡し船（島村渡船）によって代替していた。
2012年4月1日に、この島村渡船を含む利根川を横断する区間が県道としては廃止され、本路線の名称も境島村今泉線に変更された。なお、島村渡船は伊勢崎市営に移管されて残存していたが、2019年の令和元年東日本台風などで度重なる天災の被害を受け、2022年4月に廃止されている。
かつては現道の終点は、新地今泉線という路線名であったにもかかわらず東本町交差点（伊勢崎市東本町）であり、今泉一丁目交差点から国道462号との重複区間となっていた。2012年2月に終点が新道と同じ市役所東交差点（伊勢崎市今泉町2）に改められた。但し、この変更は単独区間には影響がなかった。

### 年表
- 1959年（昭和34年）9月18日：群馬県より現・道路法に基づき、前身路線にあたる県道新地伊勢崎線（佐波郡境町大字島村字新地 - 伊勢崎市茂呂町、整理番号177）として路線認定される[3]。

## 路線状況
新道の茂呂町二丁目中央交差点 - 茂呂南部交差点までの区間は前後で直通する群馬県道18号伊勢崎本庄線の新道や伊勢崎市道とあわせ南部幹線と呼ばれる。
将来は高崎市から邑楽郡板倉町まで通ずる東毛広域幹線道路の一部となる。

### 道路施設
- 豊受橋（広瀬川、伊勢崎市馬見塚町）

## 地理

### 通過する自治体
- 群馬県
  - 伊勢崎市

### 交差する道路
現道
- 国道354号、群馬県道296号八斗島境線 - 伊勢崎市下蓮町（下蓮町交差点）　（国道354号は馬見塚町交差点まで重用）
- 国道354号 - 伊勢崎市馬見塚町（馬見塚町交差点）
- 群馬県道295号新地今泉線（新道） - 伊勢崎市茂呂町2（茂呂町二丁目中央交差点）
- 国道462号、群馬県道14号伊勢崎深谷線 - 伊勢崎市今泉町2（今泉一丁目交差点）（以降、終点まで両路線と重複）

新道
- 群馬県道295号新地今泉線（現道） - 伊勢崎市茂呂町2（茂呂町二丁目中央交差点）
- 国道462号 - 伊勢崎市ひろせ町（ひろせ町交差点）（以降、終点まで重複）
- 群馬県道18号伊勢崎本庄線 - 伊勢崎市ひろせ町（茂呂南部交差点）
- 伊勢崎市道市役所通り - 伊勢崎市今泉町2（市役所東交差点）
- 群馬県道14号伊勢崎深谷線 - 伊勢崎市今泉町2